# Европейская опционная биржа
Европейская опционная биржа (англ. European Options Exchange) — одна из первых в Европе бирж, образованная в 1978 году в Амстердаме с целью организации торгов фьючерсами и опционами на регулярной основе.
На бирже применялись опционные контракты на ликвидные акции, индекс фондовой биржи Нидерландов, государственные облигации, индекс акций 100 ведущих европейских компаний (Eurotop 100 Index), индекс акций 5 ведущих голландских компаний (Dutch Top 5 Index), золото, курс доллара США к гульдену. Заключались опционные сделки на индексы ОМХ (ОМХ Index), XMI LEAPS, MMI (МMI Index), включённые в список котировки Американской фондовой биржи (American Stock Exchange), долларовые опционы с номиналом в 1000 долларов и выше, на золото и облигации, выпущенные в гульденах.
В 1983 году биржа выпустила фондовый индекс, называемый EOE index, состоявший из акций 25 самых крупных компаний, торговавшихся на фондовой бирже. В 1997 году Амстердамская фондовая биржа и Европейская опционная биржи слились, фондовый индекс был переименован в AEX index (Amsterdam Exchange).